# Barnadesioideae
Barnadesioideae, potporodica glavočika kojoj pripada jedan tribus s deset rodova, a dobila je ime po rodu grmova, barnadesija.
Potporodica Barnadesioideae čini skupinu bodljikavih biljaka koje su u potpunosti ograničene na Južnu Ameriku i trenutno (2017.) obuhvaćaju 92 vrste raspoređene u devet rodova (bez novog roda Archidasyphyllum (Cabrera) P.L.Ferreira, Saavedra & Groppo, opisanog 2019). Barnadesioideae posebno je zanimljiva jer ova potporodica čini sestrinsku skupinu svih ostalih Asteraceae i pruža uvid u ranu evoluciju Asteraceae.

## Ljekovitost
Nekoliko pripadnika rodova Barnadesia, Dasyphyllum, i najčešće Chuquiraga, navodi se u tradicionalnoj medicini Argentine, Brazila, Bolivije, Čilea, Kolumbije, Ekvadora i Perua, gdje su poznati po svojim antitusivima, ekspektoransima, i antiupalnim, i mnogim drugim svojstvima.
Chuquiraga jussieui, Chuquiraga spinosa i Chuquiraga weberbaueri vrste su koje se često prodaju na tržnicama ljekovitog bilja u Ekvadoru i Peruu, gdje se obično preporučuju za ublažavanje genitourinarnih i reproduktivnih poremećaja kod žena i muškaraca. Neki fitofarmaci koji sadrže C. spinosa također se prodaju u Europi i Sjevernoj Americi. Daljnje fitokemijske studije o članovima Barnadesioideae bile bi od velikog interesa za kemotaksonomiju obitelji Asteraceae. Štoviše, profiliranje fitokemijskog sastava tih medicinski važnih Barnadesioideae podržalo bi njihovu upotrebu u tradicionalnoj medicini.

## Rodovi
1. Schlechtendalia Less. (1 sp.)
2. Duseniella K. Schum. (1 sp.)
3. Doniophyton Wedd. (2 spp.)
4. Chuquiraga Juss. (23 spp.)
5. Huarpea Cabrera (1 sp.)
6. Barnadesia Mutis (23 spp.)
7. Archidasyphyllum (Cabrera) P. L. Ferreira, Saavedra & Groppo (2 spp.)
8. Dasyphyllum Kunth (36 spp.)
9. Fulcaldea Poir. (2 spp.)
10. Arnaldoa Cabrera (4 spp.)